# Couvent des Visitandines
Le couvent des Visitandines est un collège situé à Forcalquier, en France.

## Localisation
Le collège est situé sur la commune de Forcalquier, dans le département français des Alpes-de-Haute-Provence.

## Historique
L'édifice est inscrit au titre des monuments historiques en 1927.